# Gamasiphis superardor
Gamasiphis superardor är en spindeldjursart som beskrevs av Wolfgang Karg 1993. Gamasiphis superardor ingår i släktet Gamasiphis och familjen Ologamasidae. Inga underarter finns listade i Catalogue of Life.